# إدوارد بروكنر
إدوارد بروكنر (بالألمانية: Eduard Brückner)‏ (29 تموز/يوليو 1862 – 20 أيار/مايو 1927)هو عالم ألماني بالجغرافيا والأرصاد الجوية والمناخ.

## دورة بروكنر
هي عبارة عن دورة مناخية نادى بها العالم بروكنر 1890, إذ رأى أن الظاهرات المناخية يتكرر ترددها في منطقة ما مرة كل 35 سنة.

## المصدر
- المعجم الجغرافي المناخي

## روابط خارجية
- إدوارد بروكنر على موقع الموسوعة البريطانية (الإنجليزية)